# Тишевицька сільська рада
Тише́вицька сільська́ ра́да — адміністративно-територіальна одиниця та орган місцевого самоврядування в Ізяславському районі Хмельницької області. Адміністративний центр — село Тишевичі.

## Загальні відомості
Тишевицька сільська рада утворена в 1944 році.
- Територія ради: 22,77 км²
- Населення ради: 689 осіб (станом на 2001 рік)

## Населені пункти
Сільській раді підпорядковані населені пункти:
- с. Тишевичі
- с. Зубарі
- с. Нечаївка

## Склад ради
Рада складається з 14 депутатів та голови.
- Голова ради: Розомнюк Лариса Андріївна
- Секретар ради: Ковальчук Тетяна Анатоліївна

### Керівний склад попередніх скликань
| Прізвище, ім'я, по батькові | Основні відомості                                                                       | Дата обрання | Дата звільнення |
| --------------------------- | --------------------------------------------------------------------------------------- | ------------ | --------------- |
| Розомнюк Лариса Андріївна   | Сільський голова, 1969 року народження, освіта вища, член Соціалістичної партії України | 26.03.2006   | 31.10.2010      |
| Розомнюк Лариса Андріївна   | Сільський голова, 1969 року народження, освіта вища, позапартійна                       | 31.10.2010   |                 |

Примітка: таблиця складена за даними сайту Верховної Ради України

### Депутати
За результатами місцевих виборів 2010 року депутатами ради стали:

#### За суб'єктами висування
| Суб'єкт висування                                       | Кількість обраних депутатів | %    |
| ------------------------------------------------------- | --------------------------- | ---- |
| Партія регіонів                                         | 7                           | 50   |
| Народна партія                                          | 2                           | 14,3 |
| Соціалістична партія України                            | 2                           | 14,3 |
| Політична партія Всеукраїнське об'єднання «Батьківщина» | 1                           | 7,1  |
| Політична партія «Сильна Україна»                       | 1                           | 7,1  |
| Самовисування                                           | 1                           | 7,1  |

#### За округами
| № округу                                                | Прізвище, ім'я, по батькові    | Дата визнання обраним | Освіта  | Партійна приналежність             | Відомості про обраного депутата                        |
| ------------------------------------------------------- | ------------------------------ | --------------------- | ------- | ---------------------------------- | ------------------------------------------------------ |
| Народна Партія                                          |                                |                       |         |                                    |                                                        |
| 3                                                       | Приймак Світлана Іванівна      | 04.11.2010            | вища    | член Народної партії               | Тишевицька загальноосвітня школа, вчитель              |
| 6                                                       | Смусь Любов Іванівна           | 04.11.2010            | вища    | член Народної партії               | Тов."Україна" с. Білеве, економіст                     |
| Партія регіонів                                         |                                |                       |         |                                    |                                                        |
| 1                                                       | Чижевська Галина Олександрівна | 04.11.2010            | середня | позапартійна                       | тимчасово не працює                                    |
| 2                                                       | Ковальчук Тетяна Анатоліївна   | 04.11.2010            | вища    | позапартійна                       | Тишевицька сільська рада, секретар                     |
| 9                                                       | Хилюк Петро Адамович           | 04.11.2010            | вища    | позапартійний                      | пенсіонер                                              |
| 10                                                      | Борова Лариса Миколаївна       | 04.11.2010            | середня | позапартійна                       | Зубарівська загальноосвітня школа, технічний працівник |
| 12                                                      | Каращук Валентина Дмитрівна    | 04.11.2010            | середня | позапартійна                       | тимчасово не працює                                    |
| 13                                                      | Гершук Оксана Леонідівна       | 04.11.2010            | середня | позапартійна                       | тимчасово не працює                                    |
| 14                                                      | Кримська Жанна Миколаївна      | 04.11.2010            | вища    | позапартійна                       | Ріпківська загальноосвітня школа І-ІІІ ст., вчитель    |
| Політична партія Всеукраїнське об'єднання «Батьківщина» |                                |                       |         |                                    |                                                        |
| 7                                                       | Мартинюк Людмила Романівна     | 04.11.2010            | середня | позапартійна                       | С.Васьківці, кухар                                     |
| Політична партія «Сильна Україна»                       |                                |                       |         |                                    |                                                        |
| 4                                                       | Герасимюк Віталій Михайлович   | 04.11.2010            | середня | позапартійний                      | тимчасово не працює                                    |
| Соціалістична партія України                            |                                |                       |         |                                    |                                                        |
| 5                                                       | Крулик Віталій Володимирович   | 04.11.2010            | середня | член Соціалістичної партії України | тимчасово не працює                                    |
| 8                                                       | Франчук Ніна Андріївна         | 04.11.2010            | вища    | член Соціалістичної партії України | Тишевичі сільська рада, соціальний працівник           |
| Самовисування                                           |                                |                       |         |                                    |                                                        |
| 11                                                      | Федорчук Світлана Анатоліївна  | 04.11.2010            | вища    | позапартійна                       | Зубарівська загальноосвітня школа І ст., директор      |

## Господарська діяльність
Основним видом господарської діяльності населених пунктів сільської ради є сільськогосподарське виробництво. Воно складається фермерських і індивідуальних селянських господарств. Основним видом сільськогосподарської діяльності є вирощування зернових культур; допоміжним — вирощування овочевих культур і виробництво м'ясо-молочної продукції.
В селах сільради працює 2 магазини, загально-освітня школа I ступеня, Тишевицьке поштове відділення.